# Tytthonyx longilobus
Tytthonyx longilobus es una especie de coleóptero de la familia Cantharidae.

## Distribución geográfica
Habita en Haití.